# Apóllona
Apóllona är en ort i Grekland.   Den ligger i prefekturen Nomós Dodekanísou och regionen Sydegeiska öarna, i den sydöstra delen av landet, 400 km sydost om huvudstaden Aten. Apóllona ligger 316 meter över havet och antalet invånare är 982.
Terrängen runt Apóllona är huvudsakligen kuperad, men söderut är den platt. Runt Apóllona är det ganska tätbefolkat, med 62 invånare per kvadratkilometer. Närmaste större samhälle är Archángelos, 14,1 km öster om Apóllona. == Kommentarer ==
1. ↑  Framräknat ur höjduppgifter (DEM 3") från Viewfinder Panoramas.[2] Mer om algoritmen finns här: Användare:Lsjbot/Algoritmer.
2. ↑  Framräknat ur variansen i alla höjduppgifter (DEM 3") från Viewfinder Panoramas, inom 10 km radie.[2] Mer om algoritmen finns här: Användare:Lsjbot/Algoritmer.